# Acta Chemica Scandinavica
Acta Chemica Scandinavica var en nordisk vetenskaplig tidskrift inom kemiområdet. Tidskriften grundades 1946 och drevs gemensamt under 53 år från början av 1947 till slutet av 1999 av de kemiska sällskapen i Danmark (Kemisk Forening), Finland (Kemian Seurat / Kemiska Sällskapet i Finland), Norge (Norsk Kjemisk Selskap) och Sverige (Svenska Kemistsamfundet). Tidskriften samägdes av de fyra kemisamfunden genom Förlagsföreningen Acta Chemica Scandinavica. Svenska Kemistsamfundet hanterade administrationen av den gemensamma Förlagsföreningen vid sitt sekretariat i Stockholm.
Vid referens till artiklar i Acta Chemica Scandinavica används i vetenskapliga sammanhang förkortningen Acta Chem. Scand.

## Bakgrund
Under de turbulenta åren efter andra världskrigets slut visade det sig besvärligt för nordiska forskare att offentliggöra resultat från kemisk grundforskning i tidskrifter med internationell bredd. De två danska föreningarna Kemisk Forening och Selskabet for Analytisk Kemi, där den senare då var en självständig förening, hade planer på att grunda tidskriften Acta Chemica Danica. Detta kom aldrig till stånd, men när Svenska Kemistsamfundet under 1946 sände ut förfrågan till de övriga nordiska länderna om att samverka i utgivandet av en ny vetenskaplig tidskrift var danskarna väl förberedda och direkt positiva. Första häftet av Acta Chemica Scandinavica utkom sålunda i januari 1947. Tidskriften kom att bli en internationellt erkänd tidskrift inom områden fysikalisk, oorganisk och organisk kemi samt biokemi.

## Omfattning av utgivningen
Tidskriften gavs ut med en volym per år med start för volym 1 år 1947. Sista årgången 1999 blev därmed volym 53. Under de första 27 åren 1947–1973 omfattades varje volym (årgång) av 10 häften.
På grund av tidskriftens popularitet och det växande antalet artiklar beslöt man att uppdela den i två serier. Mellan 1974 och 1988 utgavs sålunda separat två serier av tidskriften:
- Acta Chemica Scandinavica Ser. A (fysikalisk och oorganisk kemi)
- Acta Chemica Scandinavica Ser. B (organisk kemi och biokemi)

Även under de sista 11 volymerna 1989–1999 utgavs tidskriften i dessa två separata serier, men då i gemensamma häften. Dessa häften fick i och med detta från 1989 också ett nytt format.
De totalt 53 volymerna kom att omfatta sammanlagt 16.632 artiklar, inklusive så kallade "short communications", på 102.640 sidor. Idag finns alla artiklar från Acta Chemica Scandinavica att kostnadsfritt ladda ner för forskare och intresserade från hela världen. 
Acta Chemica Scandinavica mottog bara artiklar från nordiska (inklusive isländska) kemister samt från utländska gästforskare som arbetade i de nordiska länderna. Manuskripten författade på engelska, tyska eller franska insändes till de nationella redaktionskommittéerna, vars medlemmar utsågs av den kemiska föreningen i respektive land. Redaktörerna godkände eller refuserade manuskripten och vidarebefordrade dem till huvudredaktören, Karl Myrbäck i Stockholm, som fattade slutligt beslut om ett manuskript skulle antagas för publicering eller inte. Från 1974 infördes också kritisk manuskriptgranskning av referenter. Redaktionssekreteraren och ett litet sekretariat utförde den tekniska redigeringen, korrekturläsning, språkrevision, ombrytning, särtrycksfrågor, fakturering och bokföring. Tryckningen utfördes av Frenckellska Tryckeriet i Helsingfors och all distribution av Munksgaards Forlag i Köpenhamn.
Ekonomin var från början stram och baserades på abonnemangsintäkter och bidrag från de fyra kemiska föreningarna.

## Förlagsförening och aktiebolag
I början utfördes arbetena runt tidskriften utan utbetalning av ersättningar då detta arbete delvis betraktades som en del av den vetenskapliga verksamheten. I och med att tidskriften växte blev emellertid denna situation ohållbar. Viss hjälp erhölls från Naturvetenskapliga forskningsrådet (NFR) i Sverige och då Svenska Kemistsamfundet år 1961 flyttade till Wenner-Gren Center fick tidskriften egna lokaler i anslutning till Kemistsamfundet. I samband härmed föreslog Kemistsamfundet att de fyra föreningarna skulle skapa Förlagsföreningen Acta Chemica Scandinavica, som skulle ansvara för den tekniska redaktionen och vara arbetsgivare för personalen. De fyra föreningarna blev således gemensamma ägare till Förlagsföreningen och varje förening utsåg en styrelseledamot vardera.
Ett visst mått av frivillighet bestod genom att varken redaktörer, styrelse eller redaktionskommittéerna erhöll någon ersättning för utfört arbete.
Under 1973 flyttade Kemistsamfundet och Förlagsföreningen till Wallingatan 24, där Kemistsamfundet fortfarande håller till.
Under 1960- och 1970-talen växte tidskriften i omfång liksom i abonnemangsantal och Förlagsföreningens styrelse fann att de fyra deltagande föreningarna inte hade möjlighet att taga på sig den ökande ekonomiska risken som tidskriften kom att innebära för dem. Därför beslöts att bilda ett aktiebolag, Acta Chemica Scandinavica AB, med Förlagsföreningen som enda aktieägare. Det första verksamhetsåret för aktiebolaget var 1975.
Verksamheten kom emellertid under mitten av 1980-talet att gå med ett växande underskott varvid det beslutades att genom ett samarbetsavtal överlåta huvuddelen av hanteringen till Munksgaards Forlag A/S. Förlagsföreningen ägde tidskriften, namnet och utgivningsrättigheterna (upphovsrätten) och var ansvarig för det vetenskapliga innehållet, nomenklaturen och språkkvalitén, medan förlaget ansvarade för produktion och distribution. Denna förändring trädde i kraft 1986 och visade sig framgångsrik från ekonomisk synvinkel.

## Redaktionsråd
Karl Myrbäck var från starten huvudredaktör för tidskriften. Han pensionerades 1980 men därefter utsågs ingen ny huvudredaktör.
Följande fyra tabeller visar för Acta Chemica Scandinavica (1) de verksamma nationella redaktörerna fram till och med 1973, (2) serieredaktörerna 1974–1999, (3) redaktionssekreterarna 1947–1985, samt (4) Förlagsföreningens styrelseledamöter.

| Land    | Period    | Nationell redaktör      |
| ------- | --------- | ----------------------- |
| Danmark | 1947–1962 | Jens Anton Christiansen |
|         | 1963–1973 | Carl Johan Ballhausen   |
| Finland | 1947–1966 | Artturi I. Virtanen     |
|         | 1967      | Eero Tommila            |
|         | 1968–1973 | Heiki Suomalainen       |
| Norge   | 1947–1956 | Odd Hassel              |
|         | 1957–1965 | Olav Foss               |
|         | 1966–1968 | Alf Wickström           |
|         | 1969–1973 | Olav Notevarp           |
| Sverige | 1947–1973 | Karl Myrbäck            |

| Serie   | Period    | Serieredaktör              |
| ------- | --------- | -------------------------- |
| Serie A | 1974      | Carl Johan Ballhausen (DK) |
|         | 1975–1981 | Sven Furberg (NO)          |
|         | 1982–1991 | Lauri Niinistö (FI)        |
|         | 1992–1995 | Asbjørn Hordvik (NO)       |
|         | 1996–1999 | Christian Rømming (NO)     |
| Serie B | 1974      | Karl Myrbäck (SE)          |
|         | 1975–1999 | Lennart Eberson (SE)       |

| Period    | Redaktionssekreterare |
| --------- | --------------------- |
| 1947–1951 | Håkan Winberg         |
| 1952–1977 | Gunnar Neumüller      |
| 1978–1985 | Kurt Samuelsson       |

| Land    | Period    | Ledamot                |
| ------- | --------- | ---------------------- |
| Danmark | 1962–1963 | C. A. Bang-Petersen    |
|         | 1964      | Svend Erik Rasmussen   |
|         | 1965–1980 | Flemming Woldbye       |
|         | 1981–2004 | Sven Egil Harnung      |
| Finland | 1962–1969 | Einar A. O. Nordenswan |
|         | 1970–1984 | Jori Larinkari         |
|         | 1985–1991 | Tor-Magnus Enari       |
|         | 1992–1999 | Lauri Niinistö         |
|         | 2000      | Pekka Pyykkö           |
|         | 2001–2004 | Lauri Niinistö         |
| Norge   | 1962–1965 | Aage Lund              |
|         | 1966      | Aage Alertsen          |
|         | 1967–1970 | Arne Benterud          |
|         | 1971–2004 | Lars Skattebøl         |
| Sverige | 1962–1994 | Edmund Schjånberg      |
|         | 1995–2004 | Agneta Sjögren         |

## Utvecklingen under 1990-talet
Under 1990-talet ökade utgivningen av nya vetenskapliga tidskrifter och de vetenskapliga biblioteken vid olika universitet fick allt svårare att finansiera de kraftigt ökande prenumerationskostnaderna. Under senare delen av 1990-talet pågick samtidigt en kraftig omstrukturering av utgivningen av vetenskapliga tidskrifter och några kommersiella förlag inkorporerade ett stort antal tidskrifter. På detta vis kunde man rationalisera och standardisera utgivning, marknadsföring, tryckning, o.s.v. och fick härigenom överlägsen konkurrenskraft.
Nationella kemiska föreningar hade i detta sammanhang stora svårigheter att upprätthålla enstaka vetenskapliga tidskrifter. Också i Storbritannien kände man av denna utveckling och redan 1980 slog man samman de gamla föreningarna The Chemical Society, The Royal Institute of Chemistry, Faraday Society och The Society for Analytical Chemistry till The Royal Society of Chemistry, RSC och under efterföljande år samlade man där produktionen av alla deras publikationer i Thomas Graham House i Cambridge. De lyckades härigenom skapa en stor och modern förlagsverksamhet inom kemiområdet.
För Acta Chemica Scandinavica sjönk antalet erhållna artiklar och antalet abonnenter dalade mot slutet av 1990-talet. Det stod därför klart för Förlagsföreningen att verksamheten bara skulle kunna fortgå under begränsad tid.

## Avslutning
Under år 1998 överenskom man sålunda om att sammanslå Acta Chemica Scandinavica med RSC:s tidskrifter för oorganisk respektive organisk kemi, vilka på den tiden var Dalton Transactions, Perkin Transactions 1 och Perkin Transactions 2. År 2003 slogs de två Perkin-tidskrifterna samman och man gav den nya tidskriften namnet Organic and Biomolecular Chemistry.
Överenskommelsen med RSC innebar således att utgivningen av Acta Chemica Scandinavica upphörde från och med år 2000. 
Överenskommelsen mellan RSC och de nordiska kemiska sällskapen innebär samtidigt att för varje artikel som publiceras i Dalton Transactions och i Organic and Biomolecular Chemistry med nordisk huvudförfattare utgår en viss ersättning till Förlagsföreningen. Denna intäkt fördelas på de fyra delägarsällskapen.